# 사이먼 타운젠드
사이먼 타운젠드(Simon Townshend, 1960년 10월 10일 ~ )는 잉글랜드의 음악가이다.